# Trigonotis bracteata
Trigonotis bracteata är en strävbladig växtart som beskrevs av C. J. Wang. Trigonotis bracteata ingår i släktet Trigonotis och familjen strävbladiga växter. Inga underarter finns listade i Catalogue of Life.